# Geri Çipi
Geri Medved Çipi (ur. 28 lutego 1976 we Wlorze) – albański piłkarz, grający na pozycji środkowego obrońcy. Obecnie bez klubu, ostatnio piłkarz stołecznego SK Tirana. 34-krotny reprezentant Albanii.

## Kariera
W wieku 17 lat zadebiutował w Kategoria Superiore. W roku 1991 jego klub, Flamurtari Vlorë wywalczyło pierwsze, i jak dotąd jedyne, mistrzostwo Albanii. W sezonie 1992/93 rozegrał siedem spotkań w barwach Vllazni Szkodra, który przed jego przyjściem sięgnął po tytuł mistrzowski. Młody defensor szybko wrócił do Vlorë i grał tam przez następne pięć sezonów. W wieku 19 lat zadebiutował w reprezentacji Czerwono-Czarnych. W 1998 roku został transferowany do słoweńskiego NK Maribor, gdzie zdobył dwa tytuły mistrzowskie. Dobra postawa etatowego gracza wyjściowej jedenastki w reprezentacji Albanii zaowocowała transferem do Belgii - nowym pracodawcą Çipiego został zespół KAA Gent. W Gandawie jego dobra passa nie została kontynuowana. Przez trzy lata gry w Belgii nie zdobył ani jednego trofeum.
W 2003 trafił do drugoligowego Eintrachtu Frankfurt i awansował z nim do Bundesligi. Klub z Frankfurtu szybko pozbył się Albańczyka, wystawił na listę transferową i zmusił do szukania sobie nowego klubu. Po krótkim epizodzie w Rot-Weiss Oberhausen powrócił do ojczyzny, tym razem do stołecznego SK Tirana. Grał tam do roku 2008 z małą przerwą na grę w klubie, którego jest wychowankiem.
Nie znalazł się w kadrze SK Tirana na sezon 2008/2009 i od tej pory jest wolnym agentem, szukającym nowego pracodawcy.